# Zbigniew Strzalkoswki
Zbigniew Strzalkoswki, foi um frei franciscano polonês, que morreu in odium fidei na cidade peruana de Pariacoto (distrito), juntamente com o frei Miguel Tomaszek.

## Biografia
Zbigniew Strzalkoswki  nasceu no dia 03 de Julho de 1958, na cidade Tarnów Polônia em uma família católica. Estudou jovem na escola primária em Zawada. Em seguida, ele treinou profissionalmente, estudando no "Tarnów Technical College". Ele trabalhou por um tempo como mecânico no parque industrial em Tarnowiec.
Adentrou a vida religiosa, na Ordem dos Frades Menores Conventuais e em 1979 iniciou os estudos no Noviciado de Smardzewice. No ano seguinte, em 2 de novembro de 1980, emitiu a primeira profissão religiosa e depois iniciou os estudos filosóficos e teológicos no Seminário Maior dos Padres Conventuais Franciscanos de Cracóvia. Recebeu a ordenação sacerdotal em 7 de junho de 1986 em Wroclaw e foi imediatamente enviado ao Seminário menor de Legnica, onde se dedicou com grande responsabilidade à formação e à educação dos jovens. Logo depois, é enviado para a missão franciscana de Pariacoto no Peru.

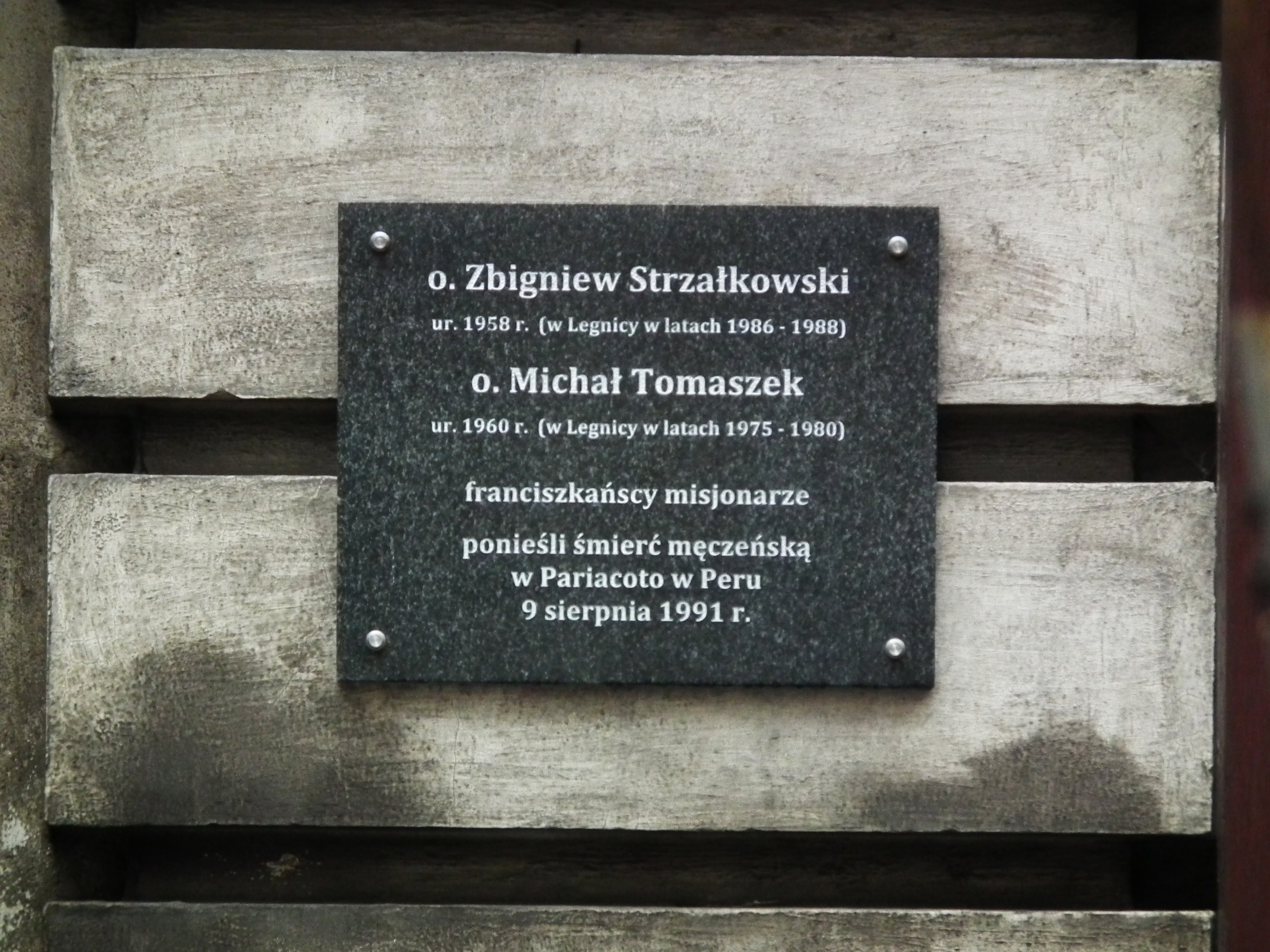
Uma placa comemorativa dos mártires na parede da igreja de St. John em Legnica

Assim se formou a pequena e jovem comunidade franciscana, na qual ele soube em pouco tempo conquistou o afeto e o respeito dos marginalizados e aos pobres. Devido a sua atitude, os terroristas do Sendero Luminoso o assasinaram no dia 09 de Agosto de 1991, juntamente com Zbigniew Strzalkoswki e o Padre Sandro Dordio. O Papa Francisco aprovou sua beatificação, que aconteceu em Chimbote no dia 5 de dezembro .